# Magdalene Weiss
Magdalene Weiss (* 1964 in Bopfingen) ist eine deutsche Architektin.

## Leben

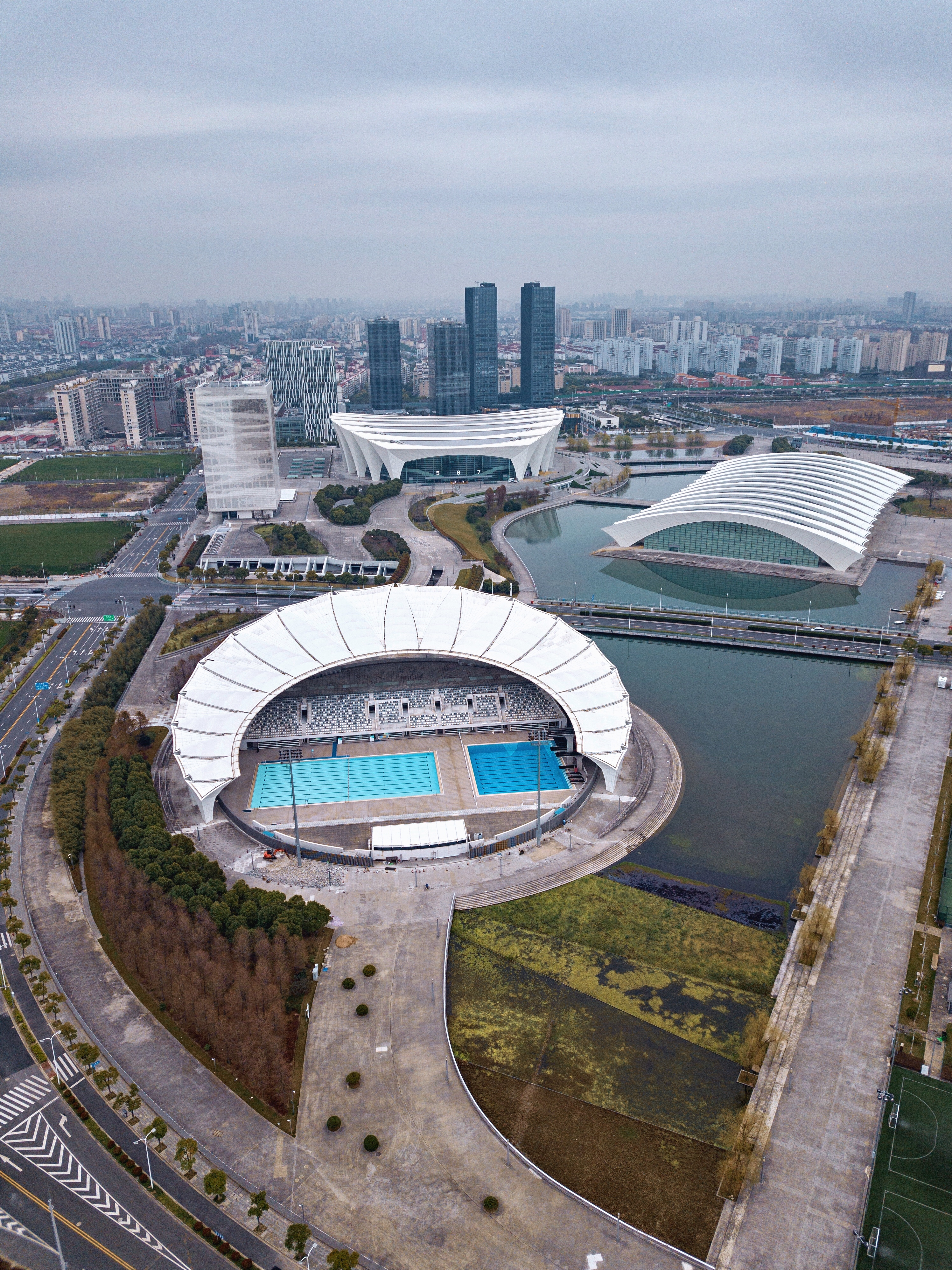
Shanghai Oriental Sports Center

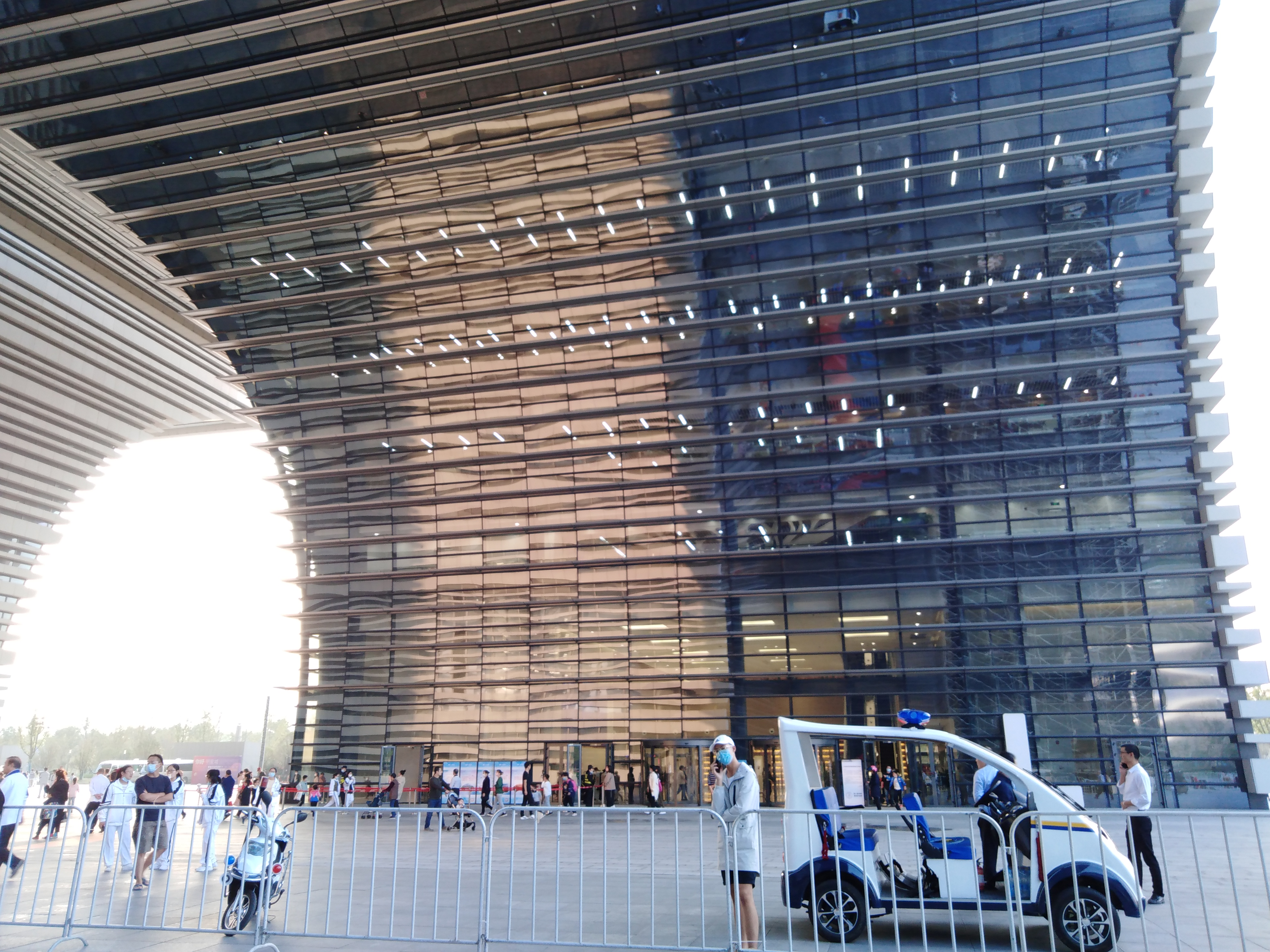
Changzhou Culture Plaza

Weiss studierte Architektur in Stuttgart und Kassel. 1997 begann sie ihre Arbeit bei den Gerkan, Marg und Partner (gmp) und war unter anderem an der Planung des Ku’damm-Ecks beteiligt, bevor sie an den neuen Standort des Architekturbüros in Shanghai wechselte, den sie seit 2004 leitet. 2010 wurde sie Assoziierte Partnerin und 2021 Partnerin bei gmp.
2020 wurde Weiss mit dem „Shanghai Magnola Award“ ausgezeichnet.

## Bauten (Auswahl)
- 2011 Shanghai Oriental Sports Center, China[5]
- 2018 Suzhou Olympic Sport Center, Suzhou China
- 2019 Suzhou No. 2 Library, China[6]
- 2020 Changzhou Culture Plaza, China[7]